# Rivière Coaticook
Rivière Coaticook är ett vattendrag i Kanada.   Det ligger i provinsen Québec, i den sydöstra delen av landet, 300 km öster om huvudstaden Ottawa.
Omgivningarna runt Rivière Coaticook är en mosaik av jordbruksmark och naturlig växtlighet. Runt Rivière Coaticook är det glesbefolkat, med 11 invånare per kvadratkilometer.